# Les Quarante-Cinq
Les Quarante-Cinq est un roman d'Alexandre Dumas, écrit en 1847–1848 en collaboration avec Auguste Maquet. C'est le troisième et dernier roman de la trilogie des Valois qui exploite le contexte historique des guerres de Religion. Il fait suite à La Reine Margot et à La Dame de Monsoreau.

## Contexte
Dans sa partie historique l'action se passe entre le 26 octobre 1585 et le 10 juin 1586, treize ans après le massacre de la Saint-Barthélemy. Ayant succédé à son frère Charles IX, Henri III règne depuis dix ans sans avoir réussi à calmer l'agitation politique et religieuse qui livre le royaume aux factions.

« — Les catholiques d’abord.

— Ah ! oui, parce que je n'ai exterminé qu'aux trois quarts les huguenots.

— Puis les huguenots, parce que tu les as aux trois quarts exterminés.

— Ah ! oui ; et les troisièmes ?

— Que dis-tu des politiques, Henri ?

— Ah ! oui, ceux qui ne veulent ni de moi, ni de mon frère ni de M. de Guise.

— Mais qui veulent bien de ton beau-frère de Navarre.

— Pourvu qu'il abjure. »

— Alexandre Dumas père, Les Quarante-Cinq, chapitre XIV
En fait, Dumas mélange les dates. Une partie de l'intrigue fait référence à la septième guerre de religion dite guerre des amoureux avec la prise de Cahors par Henri de Navarre, cinq ans plus tôt. Guillaume le Taciturne, assassiné en 1584, est toujours bien vivant dans le roman de Dumas, et s'il est exact qu'il encouragea le duc d'Anjou à convoiter la couronne des Pays-Bas et que celui-ci devint duc de Brabant en 1582, c'est en 1583, et non en 1585 ou 1586 qu'eut lieu l'attaque d'Anvers à laquelle le duc de Joyeuse ne participa pas, mais qui fut bien une déroute française. L'évènement qu'il décrit en introduction n'a pas eu lieu le 26 octobre 1585 mais le 26 octobre 1582. Le duc d'Anjou, mort de tuberculose en juin 1584 à Château-Thierry, meurt ici en juin 1586 ; cette fois-ci empoisonné à la fin du roman, réalisant ainsi une prédiction de Côme Ruggieri dans La Reine Margot. Le comte Henri du Bouchage se retira bien du monde pour devenir capucin, mais ce fut de douleur à la mort de sa femme Catherine de la Valette, et non par dépit de la froideur de la dame de Monsoreau comme l'imagine Dumas. La vraie dame de Montsoreau, Françoise de Maridor, oublia rapidement Bussy après sa mort, se réconcilia avec son mari-assassin Charles de Chambes, et lui fit six enfants. Ici après sa vengeance contre le duc d'Anjou elle se retire dans le Couvent des Religieuses Hospitalières, qui ne fut historiquement créé que quarante ans plus tard par Anne d'Autriche en 1625.
Tout ceci n'est pas en soi étonnant. Dumas ne s'en cache pas : il construit un roman, brode, prend des libertés avec l'Histoire grande ou petite, modifie allègrement les dates des évènements. Peu importe disait-il qu'on viole l'Histoire, « du moment qu'on lui fait de beaux enfants ». Ainsi dans la trilogie des Mousquetaires, le respect de l'Histoire l'aurait obligé à faire disparaître Athos après Les Trois Mousquetaires (1625–1628). Car ce personnage historique périt en duel en 1643 et non à la fin de 1661. Il n'avait donc plus sa place ni dans Le Vicomte de Bragelonne (1660–1661–1666) ni dans Vingt Ans après (1648–1650). Par ailleurs dans Le Vicomte de Bragelonne, Dumas avance de six années l'invasion de la Hollande par la France (printemps 1666 au lieu du printemps 1672) et de sept années la mort de D'Artagnan (juin 1666 au lieu de juin 1673). Il se garde d'ailleurs bien de mentionner Maastricht, endroit exact du décès du D'Artagnan historique et élimine le nom du vrai vainqueur Sébastien Vauban. Il souhaitait sans doute faire coïncider la mort du héros avec celle d'Anne d'Autriche (janvier 1666) seul grand personnage historique commun aux trois volets de la saga, et le faire agoniser auprès de ses soldats en prononçant les noms de ses trois amis. De surcroît la guerre de Louis XIV contre les Arabes, au cours de laquelle périt Raoul de Bragelonne, puis à l'annonce de la nouvelle, son père Athos, est avancée de trois ans (septembre ou octobre 1661 au lieu de 1664). Quant au Porthos romanesque, il trépasse, comme on le sait de mort violente sous les rochers près de la Bretagne, en septembre 1661, neuf ans en fait avant le Porthos historique, de mort naturelle dans son lit à Pau.
Ici le choix anachronique de l'année 1585 pourrait s'expliquer par le désir de croiser une année historique avec une année romanesque : l'année du décès d'Augustin de Méridor père romanesque de Diane, dame de Monsoreau, sur Olivier de Maridor (1505–1585), père historique de la vraie dame de Montsoreau (Françoise de Maridor). C'est le seul détail historique qui reste des arrangements qu'il a pris, avec cette chronique depuis La Dame de Monsoreau et l'apparition romanesque de son héroïne. Également a joué la nécessité de respecter l'année de naissance de la garde des Quarante-Cinq. En 1582 ou 1583, la situation n'est pas suffisamment tendue pour la justifier.
Dans La Dame de Monsoreau, il prenait certes de grandes libertés avec les données historiques. Mais alors qu'il imposait une rigueur chronologique à ses reconstitutions historiques personnelles : soirée du 9 février- matinée du 9 juin 1578 au lieu de la matinée du 10 février 1578–19 août 1579 Ici, Dumas s'embrouille, saute par étourderie six mois. Ainsi, il en a copié, sans prêter attention aux libertés qu'il prenait, la version donnée par les Chroniques des règnes de Henri III et de Henri IV (juin 1584) de Pierre de L'Estoile. Car sa narration romanesque de la vengeance de la Dame de Monsoreau et de Rémy le Haudouin contre le duc d'Anjou et Aurilly se limite aux mois de septembre (époque de la réapparition, sous forme de flashback, des deux protagonistes à l'occasion de leur première rencontre avec Henri de Joyeuse), octobre, novembre 1585, mais ne comprend en aucun cas le mois de juin.

## Le roman

### Les intrigues croisées
Les matériaux historiques offraient à Dumas une multiplicité de pistes entre lesquelles il a choisi trois axes principaux : les événements de Paris, la montée en puissance d'Henri de Navarre dans le Béarn et la déroute d'Anjou en Flandres. Afin d'introduire un lien symbolique fort entre les différentes intrigues au début du roman, Dumas rassemble les principaux personnages de fiction dans un quartier tranquille de Paris où se font face premièrement L'épée du fier chevalier, auberge où logent les Quarante-Cinq ; deuxièmement, la « maison mystérieuse » toujours verrouillée où habitent Diane de Méridor et son fidèle Rémy et sous les fenêtres de laquelle le comte du Bouchage, amoureux transi, passe ses nuits ; troisièmement, la maison du bourgeois Robert Briquet où, sous ce pseudonyme, Chicot s'est retiré. À partir de ce lieu imaginaire, les personnages de Dumas retrouvent les personnages historiques, fortement romancés, tandis que les « Quarante-Cinq » entraînent le lecteur au Palais du Louvre, chez les ligueurs parisiens, et sur les champs de bataille du Béarn et de la Flandre.
Ernauton de Carmainge, un des Quarante-Cinq, est le héros romantique de l'intrigue parisienne ; Chicot, alias Maître Briquet, fait le lien entre Paris et le Béarn, où il est envoyé en ambassade par le roi. Henri du Bouchage et Diane de Méridor assurent de leur côté la jonction romanesque avec les événements de Flandres.

#### Intrigues politiques
- Les Quarante-Cinq éponymes sont des gentilshommes gascons engagés par le duc d'Épernon, favori du roi, pour une mission dont ils ignorent tout à leur arrivée dans la capitale. Destinés à former la garde rapprochée du roi, ils le protègent contre les Guise, associés avec des bourgeois ligueurs qui veulent organiser une nouvelle Saint-Barthélémy pour liquider les « politiques ». La duchesse de Montpensier, sœur du duc de Guise, complote pour faire enlever le roi, le tondre et le forcer à entrer dans un monastère afin de s'emparer du pouvoir. Grâce aux Quarante-cinq, Henri échappe au complot.
- Henri de Navarre, qui joue les princes inoffensifs, uniquement préoccupé par ses maîtresses, à Nérac, est en réalité occupé à former une armée avec laquelle il prend la ville de Cahors.
- Le duc d'Anjou, qui campe devant Anvers, attaque la ville avec sa cavalerie calviniste, ses fantassins catholiques et les renforts commandés par l'amiral de Joyeuse. Prévenus par un traître, les Flamands repoussent les Français, font sauter les digues et d'Anjou prend ignominieusement la fuite, battant en retraite jusqu'à Château-Thierry.

#### Intrigues amoureuses
- Ernauton de Carmainge, un des Quarante-Cinq, fidèle au roi auquel il a prêté serment, est tombé amoureux de la duchesse de Montpensier, ignorant qu'elle est l'ennemie d'Henri III.
- Henri de Joyeuse, le frère d'Anne et du cardinal de Joyeuse, est amoureux d'une femme mystérieuse qui refuse de le voir et de lui parler. C'est Diane de Méridor, qui porte depuis sept ans le deuil de Bussy (La Dame de Monsoreau) et veut se venger du duc d'Anjou, de son affidé Aurilly, qu'elle tient pour responsables de la mort de son amant. Elle est aidée par l'ancien médecin de Bussy d'Amboise, Rémy le Haudouin, miraculeusement rescapé du sanglant combat de Bussy contre les spadassins du comte de Monsoreau. Combat pendant lequel Rémy avait été abattu à bout portant par le comte d'une balle à la tête. Elle a attendu, pour agir, la mort de son père le baron Augustin de Méridor dont elle ne voulait pas qu'il porte de son vivant la tache de sang d'un homicide. Nous apprenons ainsi ce qu'elle était devenue après sa disparition, dans la matinée du 12 juin 1578, de chez son amie d'enfance, Jeanne de Brissac. Celle-ci avait passé « trois jours et trois nuits » à veiller la malheureuse femme « en proie au plus atroce délire » ; avant de prendre l'air « brisée de fatigue » pendant « deux heures »[3]. Diane était ainsi allée à la maison des Tournelles, encore jonchée de cadavres, pour en exhumer le corps de Rémy et le soigner. Bien qu'un des trois anciens amis de Bussy, Antraguet[4], ait découvert, le lendemain matin de l'hécatombe, le corps et relevé qu'il était déjà froid, Diane réussit à le ramener à la vie. Le miraculé n'en reste pas moins défiguré par la balle de Monsoreau et s'efforce, à l'extérieur, de dissimuler son visage derrière une capuche. Mais Chicot, après avoir reconnu par la fenêtre la dame de Monsoreau, identifie dans un tête-à-tête Rémy Le Haudouin en lequel il perçoit un "fantôme".

## Un roman à suivre
La fin du roman semble indiquer que Dumas prévoyait une suite. Il ouvre d'ailleurs au moins trois pistes évidentes dans ce roman : on sait que le duc Henri de Guise fut assassiné en 1588 par les Quarante-Cinq, personnages insuffisamment exploités dans le roman si l'on compare les chapitres consacrés à leur arrivée à Paris et ceux où ils jouent effectivement un rôle dans un roman qui porte leur nom. De même le roi fait par hasard la connaissance d'un jeune moine, le frère Jacques Clément, auquel Dumas, par une ironie tragique, fait offrir un poignard, celui-là même peut-être qui servira plus tard à son assassinat en 1589. Enfin le roman se termine sur la mort anachronique du duc d'Anjou, ouvrant la question de la succession au trône de France. Qui de Navarre ou du Guise succédera à Henri ? Le Guise, semble répondre la fin du roman, par la bouche du personnage de Chicot, qui ne peut connaître à l'avance le déroulement de l'Histoire de France. C'est là un procédé de feuilletoniste que Dumas connaissait bien. Il ne peut donc s'agir d'une conclusion, mais de l'accroche d'un nouvel épisode de la saga des Valois.

### Un retour possible de la dame de Monsoreau et de Rémy Le Haudouin
Vers la fin de l’œuvre la Grande Histoire croise la petite histoire romancée qui constituait l'intrigue centrale de la Dame de Monsoreau. Dans une lettre secrète — interceptée par Chicot sur le corps du gendarme Borromée qu'il venait de tuer en duel — à sa sœur la duchesse de Montpensier, le duc de Guise écrit avoir identifié à Soissons « deux personnes que je croyais trépassées ». Ce sont elles sans doute qui lui révèlent la survie miraculeuse du duc d'Anjou que tout le monde supposait mort à la suite d'une inondation. Sans les nommer Henri de Guise pense à Diane et de Rémy ; à l'instar de Chicot à Paris. Le manuscrit de Dumas, exhumé par Claude Schopp et publié chez Robert Laffont, va plus loin : l'auteur envisageait de faire raconter en flash-back par le duc de Guise, au moins le récit de la première partie de leur vengeance, caractérisée par l'exécution d'Aurilly, agent et complice du duc d'Anjou ; exécution qui eut lieu « huit jours » avant l'empoisonnement du duc, comme l'explique Diane à Henri de Joyeuse. Mais peut-être comme Chicot, le duc de Guise a reconnu à leur insu les deux protagnistes du roman précédent : le visage de Diane, la voix de Rémy. Ce chiffre implique un séjour prolongé des « deux personnes » à Soissons. Elle disposait avant son départ d'un contact anonyme haut-placé qui l'a recommandée à la supérieure du Couvent des Hospitalières, où la dame de Monsoreau comptait terminer ses jours. Il pourrait s'agir de Louise de Lorraine, la reine consort qui avait la main sur le Couvent. Dans La Dame de Monsoreau Louise avait, à l'occasion du mariage public de  Monsoreau avec Diane, fait de cette dernière une de ses dames d'honneur. Quant à Rémy, dont Dumas ne nous informe pas du destin, il a pu soit s'installer à Soissons, pour mettre sa science au service du duc, soit se retirer au couvent des jacobins dirigé par Gorenflot comme Dumas, dans son plan général, l'envisageait. Henri de Guise voit de toute façon leur survie avec satisfaction, du fait que cette vengeance sert les intérêts politiques de la fratrie.
Chicot, lui aussi avait aperçu et reconnu à Paris de son balcon la dame de Monsoreau et son serviteur Rémy. Il conversa une fois avec le second en lequel il perçut — sans le lui faire par pudeur savoir — un « vrai fantôme » un « pauvre jeune homme » qu'il avait connu autrefois « si gai, si vivant, si beau ». Pour autant à la lecture de la lettre du duc de Guise Chicot ne comprit-il pas l'allusion à ces « deux personnes ». Le duc de Guise connaissait depuis longtemps le baron Augustin de Méridor : le père était affilié à la Ligue. À l'abbaye Sainte-Geneviève, lors du « premier acte » de la cérémonie secrète contre Henri III (le combat contre la religion réformée acceptée par le roi), à laquelle Chicot avait assisté dans La Dame de Monsoreau sous le déguisement de Frère Gorenflot, le comte Brian de Monsoreau avait informé tout le monde que le baron était paralysé en Anjou par l'annonce de la mort de sa fille. Henri de Guise était également lié à Bussy qu'il avait envisagé, juste avant son assassinat dans la Maison des Tournelles, de nommer capitaine (de même que sa sœur Catherine de l'épouser un jour) et par voie de conséquence à son médecin et ami Rémy Le Haudoin, de par le duc d'Anjou, et les trois « amis de Bussy » : Antraguet, Livarot, Ribeirac. Tous les quatre étaient, comme Monsoreau, parties prenantes du « deuxième acte » (le couronnement de François duc d'Anjou) de la Conspiration contre Henri III. La connivence de Diane et de Rémy avec Henri de Guise et Louise de Lorraine amène à croire à un possible retour des « deux personnes », dans une quatrième partie de la saga. La Dame de Monsoreau n'est pas à l'abri d'une vengeance de Catherine de Médicis. Alors que les gouverneurs de Chateau-Thierry partent à la recherche des deux mystérieux empoisonneurs, la reine-mère entend son fils expirer en prononçant les mots, "Bussy « Diane »". Il avait bien compris avoir été victime de la vengeance de Diane de Méridor, comtesse de Monsoreau, ancienne maîtresse de Bussy d'Amboise.

## Les personnages
- les Valois
  - le roi : Henri III, vieilli, mélancolique, mais aussi désabusé et clairvoyant sur ceux qui l'entourent. Dumas se sert du personnage pour illustrer la solitude du pouvoir. Henri est environné d'ambitieux comme le duc d'Épernon qui ne pensent qu'à leur propre avancement, de jeunes favoris comme les frères de Joyeuse que son manque de charisme n'inspire pas grandement, et d'ennemis qui veulent lui ravir le trône. Sa mère Catherine a été écartée de la cour, et il a rompu avec sa sœur, Marguerite, la reine Margot. Son seul ami véritable est son bouffon, Chicot.
  - le duc d'Anjou : alors qu'il devrait être mort en 1584 de la tuberculose, Anjou est gardé en vie par Dumas. S'étant réfugié dans le nord, il est manipulé par le prince d'Orange et se proclame duc de Brabant. Henri III lui a promis de l'aide mais, pour le tenir éloigné de Paris, tarde à lui envoyer cette aide. Personnage médiocre, sans honneur, Anjou meurt empoisonné.
- le Bourbon : Henri de Navarre, tel Brutus ou Hamlet, joue les inoffensifs au fond de sa province, au point que le roi s'y méprend : les Bourbons sont sensuels et circonspects, mais sans idées, sans force, sans volonté ; vois plutôt Henri[8] dit-il à son bouffon. Mais sous le masque du Vert-Galant se cache celui d'un véritable monarque, rusé, fin stratège, capable de surmonter sa terreur pour rallier ses hommes à son panache blanc au plus fort des batailles. C'est un personnage moderne, un politique, dont l'énergie et l'intelligence s'opposent à l'inertie des Valois, et dont le pragmatisme à la Machiavel contraste avec l'idéologie chevaleresque des Joyeuse ou d'Ernauton de Carmainges. Dumas a la plus grande indulgence pour son épicurisme dont il fait l'éloge. Mais pour louer son courage il se livre à un stupéfiant anachronisme : introduire le futur capitaine général de Louis XIV, Turenne, (1611-1675) dans cette armée, pour se permettre d'attribuer à Henri ses propos, "Tremble carcasse"... En fait volontairement ou involontairement il confondait ce Turenne avec un aïeul, Henri de La Tour d'Auvergne (1555-1623), vicomte de Turenne.
- Chicot, bouffon et conseiller d'Henri III, se fait passer pour mort, et sous le pseudonyme de Maître Robert Briquet, devient ligueur pour mieux espionner les ennemis du roi. Bretteur émérite, il est aussi latiniste et lit Montaigne, un nouvel auteur édité quatre ans plus tôt à Bordeaux. C'est le personnage auquel Dumas s'est le plus attaché dans le roman.
- Ernauton de Carmainges : c'est un héros romanesque, gentilhomme, beau, intelligent, lettré, et pétri d'un code d'honneur qui guide tous ses actes. Contrairement à Chicot qui l'égale en courage et en habileté, mais qui a d'attachantes faiblesses, Carmainges est un personnage parfait, une sorte de jeune premier qui reste donc un peu inconsistant et dont le roman s'achève en queue de poisson, peut-être parce que Dumas prévoyait une suite qui ne fut jamais écrite.
- D'Épernon : Dumas campe un portrait au vitriol de cet arriviste gascon, mais son rôle tourne assez vite court, comme celui de son second, Loignac, et comme celui des Quarante-Cinq (dont il a eu l'idée).
- Les Joyeuse : le personnage du duc de Joyeuse est peu développé. C'est un gentilhomme dans la tradition des Bussy d'Amboise, qui donne le meilleur de lui-même au moment de la déroute d'Anvers où il rallie bravement les troupes en fuite et sauve la vie des soldats français abandonnés par le duc d'Anjou. Il a deux frères. Le premier, Henri du Bouchage, est un personnage qui évoque celui du vicomte de Bragelonne, autre mélancolique dumasien. Personnage chevaleresque, il poursuit un amour impossible jusqu'au moment où, découvrant que celle qu'il aime vient de se muer en meurtrière, il abandonne le monde pour devenir moine. Le second François de Joyeuse est cardinal.
- Dom Modeste Gorenflot : le moine paillard de La Dame de Monsoreau est devenu prébendaire d'une riche abbaye où il coule des jours heureux entre son lit et sa table. Il héberge à son insu une armée de ligueurs, et se laisse berner tant par le faux moine Borromée, agent des Guise, que par Chicot, espion du roi. Dumas, amateur de bonne chère et auteur d'un livre de cuisine, profite de l'appétit du digne abbé pour signer un menu gargantuesque.

- Les Guise

- - Le duc, Henri de Guise
  - La duchesse, Catherine de Montpensier
  - Le duc, Charles de Mayenne.

La duchesse de Montpensier y est le personnage central de la fratrie. On remarque que celle-ci est amputée d'un personnage du roman précédent, qui aurait trouvé sa place dans un quatrième volet du fait de son assassinat presque simultané à celui du duc de Guise : 
- Le cardinal Louis de Lorraine

Auguste Maquet a travaillé à une suite aux Quarante-Cinq, et même à la Dame de Monsoreau, en écrivant en 1854 la Belle Gabrielle. L’œuvre voit le retour entre 1593 et 1600 de Chicot, de Gorenflot, de Crillon, d'Henri de Navarre, de Saint-Luc, de la duchesse de Montpensier et du duc de Mayenne. Le roman se dénoue par une réconciliation de ce dernier avec Chicot.

### Personnages historiques
Henri III• Chicot • Catherine de Médicis, reine-mère • Le duc d'Anjou * Louise de Lorraine-Vaudémont, reine consort, • Anne de Joyeuse • Le cardinal de Joyeuse • Du Bouchage • D'Épernon • Le duc Henri de Guise • La duchesse de Montpensier • Le duc de Mayenne • Jacques Clément • Henri de Navarre • La reine Margot • Guillaume d'Orange • Crillon •Françoise de Maridor (nommée par Dumas Diane de Méridor) • Orilly (nommé Aurilly par A. Dumas) * Jean Bussy-Leclerc * Turenne.

### Personnages fictionnels
- Gorenflot * Rémy Le Haudouin * Grandchamp * Frère Borromée * Bonhomet.